# Миколаївська сільська рада (Радехівський район)
| Миколаївська сільська рада — колишній орган місцевого самоврядування у Радехівському районі Львівської області з адміністративним центром у с. Миколаїв. Історична дата утворення: в 1940 році. Водоймища на території, підпорядкованій даній раді: річка Судилівка. Сільській раді підпорядковані населені пункти: - с. Миколаїв - с. Адамівка - с. Стирківці |

## Склад ради
Рада складалася з 18 депутатів та голови.

### Керівний склад ради
| ПІБ                       | Основні відомості                                                             | Дата обрання | Дата звільнення |
| ------------------------- | ----------------------------------------------------------------------------- | ------------ | --------------- |
| Шавала Петро Григорович   | Сільський голова, 1959 року народження, освіта, безпартійний                  | 26.03.2006   | 31.10.2010      |
| Мельник Микола Васильович | Сільський голова, 1959 року народження, освіта незакінчена вища, безпартійний | 31.10.2010   |                 |

Примітка: таблиця складена за даними джерела